# Krynice (gmina)
Krynice – gmina wiejska w województwie lubelskim, w powiecie tomaszowskim. W latach 1975–1998 gmina położona była w województwie zamojskim.
Siedziba gminy to Krynice.
Według danych z 30 czerwca 2004 gminę zamieszkiwało 3697 osób.

## Struktura powierzchni
Według danych z roku 2002 gmina Krynice ma obszar 73,58 km², w tym:
- użytki rolne: 84%
- użytki leśne: 12%

Gmina stanowi 4,95% powierzchni powiatu.

## Demografia

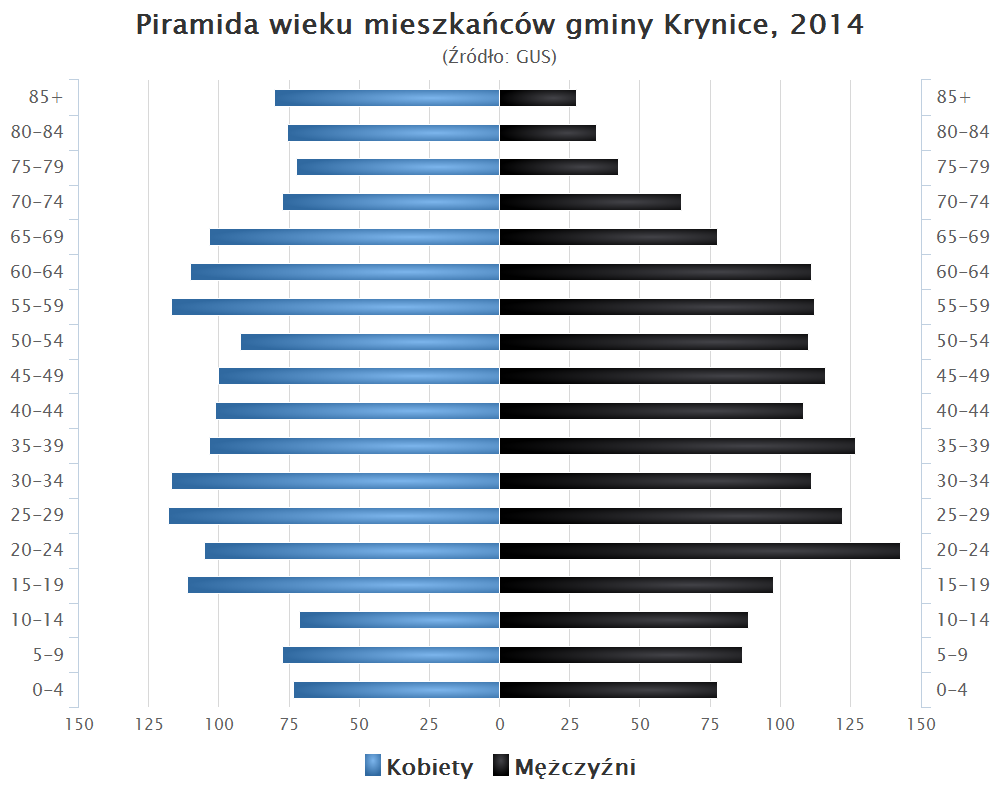
Piramida wieku mieszkańców gminy Krynice w 2014 roku

Dane z 30 czerwca 2004:
| Opis                              | Ogółem | Ogółem | Kobiety | Kobiety | Mężczyźni | Mężczyźni |
| --------------------------------- | ------ | ------ | ------- | ------- | --------- | --------- |
| jednostka                         | osób   | %      | osób    | %       | osób      | %         |
| populacja                         | 3 697  | 100    | 1861    | 50,3    | 1836      | 49,7      |
| gęstość zaludnienia (mieszk./km²) | 50,2   | 50,2   | 25,3    | 25,3    | 25        | 25        |

## Miejscowości
| Tabela 1. Wykaz miejscowości podstawowych oraz ich integralnych części w administracji gminy Krynice                                                                                     | Tabela 1. Wykaz miejscowości podstawowych oraz ich integralnych części w administracji gminy Krynice | Tabela 1. Wykaz miejscowości podstawowych oraz ich integralnych części w administracji gminy Krynice | Tabela 1. Wykaz miejscowości podstawowych oraz ich integralnych części w administracji gminy Krynice | Tabela 1. Wykaz miejscowości podstawowych oraz ich integralnych części w administracji gminy Krynice | Tabela 1. Wykaz miejscowości podstawowych oraz ich integralnych części w administracji gminy Krynice |
| Nazwa miejscowości | Identyfikator SIMC                                                                                   | Rodzaj miejscowości                                                                                  | Miejscowość podstawowa                                                                               | Nazwa historyczna                                                                                    | Położenie geograficzne                                                                               |
| --- | --- | --- | --- | --- | --- |
| Antoniówka | 0891683                                                                                              | wieś                                                                                                 | | | 50°33′51″N 23°22′17″E/50,564167 23,371389                                                            |
| Budy | 0891690                                                                                              | wieś                                                                                                 | | | 50°34′09″N 23°23′34″E/50,569167 23,392778                                                            |
| Klinkiernia | 0891708                                                                                              | część wsi                                                                                            | Budy                                                                                                 | | 50°33′53″N 23°23′19″E/50,564722 23,388611                                                            |
| Dąbrowa | 0891714                                                                                              | wieś                                                                                                 | | | 50°35′15″N 23°24′37″E/50,587500 23,410278                                                            |
| Dąbrówka | 0891720                                                                                              | część wsi                                                                                            | Dąbrowa                                                                                              | | 50°34′42″N 23°24′42″E/50,578333 23,411667                                                            |
| Dzierążnia | 0891737                                                                                              | wieś                                                                                                 | | | 50°34′11″N 23°26′59″E/50,569722 23,449722                                                            |
| Garb | 0891743                                                                                              | część wsi                                                                                            | Dzierążnia                                                                                           | | 50°34′14″N 23°27′53″E/50,570556 23,464722                                                            |
| Kolonia Dzierążnia | 0891750                                                                                              | część wsi                                                                                            | Dzierążnia                                                                                           | | 50°34′11″N 23°25′59″E/50,569722 23,433056                                                            |
| Sielec | 0891766                                                                                              | część wsi                                                                                            | Dzierążnia                                                                                           | | 50°34′11″N 23°28′26″E/50,569722 23,473889                                                            |
| Stawki | 0891772                                                                                              | część wsi                                                                                            | Dzierążnia                                                                                           | | 50°34′06″N 23°27′11″E/50,568333 23,453056                                                            |
| Winna Góra | 0891789                                                                                              | część wsi                                                                                            | Dzierążnia                                                                                           | | 50°34′05″N 23°28′42″E/50,568056 23,478333                                                            |
| Huta Dzierążyńska | 0891795                                                                                              | wieś                                                                                                 | | Huta Dzierążeńska                                                                                    | 50°34′06″N 23°24′58″E/50,568333 23,416111                                                            |
| Krynice | 0891803                                                                                              | wieś                                                                                                 | | | 50°35′13″N 23°22′42″E/50,586944 23,378333                                                            |
| Kryniczki | 0891810                                                                                              | część wsi                                                                                            | Krynice                                                                                              | | 50°35′14″N 23°22′22″E/50,587222 23,372778                                                            |
| Zajezierze | 0891826                                                                                              | część wsi                                                                                            | Krynice                                                                                              | | 50°35′26″N 23°21′53″E/50,590556 23,364722                                                            |
| Zamłynie | 0891832                                                                                              | część wsi                                                                                            | Krynice                                                                                              | | 50°34′53″N 23°22′54″E/50,581389 23,381667                                                            |
| Majdan Krynicki | 0891849                                                                                              | wieś                                                                                                 | | | 50°36′13″N 23°23′09″E/50,603611 23,385833                                                            |
| Majdanek | 0891861                                                                                              | część wsi                                                                                            | Majdan Krynicki                                                                                      | | 50°36′23″N 23°22′19″E/50,606389 23,371944                                                            |
| Podhucie | 0891878                                                                                              | część wsi                                                                                            | Majdan Krynicki                                                                                      | | 50°36′03″N 23°23′55″E/50,600833 23,398611                                                            |
| Majdan-Sielec | 0891884                                                                                              | kolonia                                                                                              | Majdan-Sielec                                                                                        | | 50°35′08″N 23°26′53″E/50,585556 23,448056                                                            |
| Karolówka | 0891890                                                                                              | część kolonii                                                                                        | Majdan-Sielec                                                                                        | | 50°35′23″N 23°28′07″E/50,589722 23,468611                                                            |
| Majdanek | 0891909                                                                                              | część kolonii                                                                                        | Majdan-Sielec                                                                                        | | 50°35′12″N 23°25′13″E/50,586667 23,420278                                                            |
| Kolonia Partyzantów | 0891915                                                                                              | wieś                                                                                                 | | Partyzanty                                                                                           | 50°33′52″N 23°19′53″E/50,564444 23,331389                                                            |
| Rowisko | 0891921                                                                                              | część wsi                                                                                            | Kolonia Partyzantów                                                                                  | | 50°33′51″N 23°19′58″E/50,564167 23,332778                                                            |
| Za Bagnem | 0891938                                                                                              | część wsi                                                                                            | Kolonia Partyzantów                                                                                  | | 50°33′53″N 23°19′44″E/50,564722 23,328889                                                            |
| Polanówka | 0891944                                                                                              | wieś                                                                                                 | | | 50°36′09″N 23°21′51″E/50,602500 23,364167                                                            |
| Kolonia | 0891950                                                                                              | część wsi                                                                                            | Polanówka                                                                                            | | 50°36′12″N 23°22′02″E/50,603333 23,367222                                                            |
| Polany | 0891967                                                                                              | wieś                                                                                                 | | | 50°35′32″N 23°20′49″E/50,592222 23,346944                                                            |
| Kuźmówka | 0891973                                                                                              | część wsi                                                                                            | Polany                                                                                               | | 50°35′39″N 23°19′17″E/50,594167 23,321389                                                            |
| Namule | 0891980                                                                                              | część wsi                                                                                            | Polany                                                                                               | | 50°36′31″N 23°19′12″E/50,608611 23,320000                                                            |
| Nowiny | 0891996                                                                                              | część wsi                                                                                            | Polany                                                                                               | | 50°35′48″N 23°19′54″E/50,596667 23,331667                                                            |
| Podgóra | 0892010                                                                                              | część wsi                                                                                            | Polany                                                                                               | | 50°35′35″N 23°19′57″E/50,593056 23,332500                                                            |
| Przymiarki | 0892027                                                                                              | część wsi                                                                                            | Polany                                                                                               | | 50°36′29″N 23°20′06″E/50,608056 23,335000                                                            |
| Wrończy Lasek | 0892056                                                                                              | część wsi                                                                                            | Polany                                                                                               | | 50°36′20″N 23°20′24″E/50,605556 23,340000                                                            |
| Romanówka | 0892062                                                                                              | wieś                                                                                                 | | | 50°34′52″N 23°20′06″E/50,581111 23,335000                                                            |
| Zaboreczno | 0892079                                                                                              | wieś                                                                                                 | | Zaboreczne                                                                                           | 50°34′14″N 23°18′48″E/50,570556 23,313333                                                            |
| Zadnoga | 0892085                                                                                              | wieś                                                                                                 | | | 50°35′07″N 23°21′33″E/50,585278 23,359167                                                            |
| Zwiartów | 0892091                                                                                              | wieś                                                                                                 | | | 50°33′53″N 23°29′50″E/50,564722 23,497222                                                            |
| Folwark | 0892100                                                                                              | część wsi                                                                                            | Zwiartów                                                                                             | | 50°33′53″N 23°30′34″E/50,564722 23,509444                                                            |
| Garb | 0892116                                                                                              | część wsi                                                                                            | Zwiartów                                                                                             | | 50°33′51″N 23°30′32″E/50,564167 23,508889                                                            |
| Stara Wieś | 0892122                                                                                              | część wsi                                                                                            | Zwiartów                                                                                             | | 50°33′54″N 23°30′13″E/50,565000 23,503611                                                            |
| Zwiartów-Kolonia | 0892139                                                                                              | kolonia                                                                                              | Zwiartów                                                                                             | | 50°33′47″N 23°28′48″E/50,563056 23,480000                                                            |
| Leśne Doliny | 0892145                                                                                              | część kolonii                                                                                        | Zwiartów-Kolonia                                                                                     | | 50°33′33″N 23°29′13″E/50,559167 23,486944                                                            |
| Pniaki | 0892151                                                                                              | część kolonii                                                                                        | Zwiartów-Kolonia                                                                                     | | 50°33′09″N 23°29′12″E/50,552500 23,486667                                                            |
| Średnia Droga | 0892168                                                                                              | część kolonii                                                                                        | Zwiartów-Kolonia                                                                                     | | 50°33′47″N 23°28′57″E/50,563056 23,482500                                                            |
| Zastaw | 0892174                                                                                              | część kolonii                                                                                        | Zwiartów-Kolonia                                                                                     | | 50°34′18″N 23°29′41″E/50,571667 23,494722                                                            |
| Zastawki | 0892180                                                                                              | część kolonii                                                                                        | Zwiartów-Kolonia                                                                                     | | 50°33′38″N 23°30′17″E/50,560556 23,504722                                                            |
| Koci Dół | 1025195                                                                                              | część wsi                                                                                            | Huta Dzierążyńska                                                                                    | | 50°34′06″N 23°24′46″E/50,568333 23,412778                                                            |
| Stare Pole | 1025203                                                                                              | część wsi                                                                                            | Polany                                                                                               | | 50°36′01″N 23°20′08″E/50,600278 23,335556                                                            |
| Turzyna | 1025232                                                                                              | część wsi                                                                                            | Polany                                                                                               | | 50°36′04″N 23°19′51″E/50,601111 23,330833                                                            |
| Źródło: Państwowy Rejestr Nazw Geograficznych – miejscowości – format XLSX, Dane z państwowego rejestru nazw geograficznych – PRNG, Główny Urząd Geodezji i Kartografii, 1 stycznia 2025 | | | | | |

| Tabela 2. Miejscowości dla których zniesiono SIMC. | Tabela 2. Miejscowości dla których zniesiono SIMC. | Tabela 2. Miejscowości dla których zniesiono SIMC. | Tabela 2. Miejscowości dla których zniesiono SIMC. | Tabela 2. Miejscowości dla których zniesiono SIMC. | Tabela 2. Miejscowości dla których zniesiono SIMC. |
| Nazwa miejscowości | Identyfikator SIMC                                 | Rodzaj miejscowości                                | Miejscowość podstawowa                             | Nazwa Historyczna                                  | Położenie geograficzne                             |
| --- | -------------------------------------------------- | -------------------------------------------------- | -------------------------------------------------- | -------------------------------------------------- | -------------------------------------------------- |
| Bocianie Gniazdo | zniesiony                                          | przysiółek wsi                                     | Dzierążnia                                         |                                                    | 50°33′29″N 23°26′04″E/50,558056 23,434444          |
| Budy Dzierążyńskie | zniesiony                                          | część wsi                                          | Budy                                               |                                                    | 50°34′07″N 23°23′47″E/50,568611 23,396389          |
| Kucharzówka | zniesiony                                          | przysiółek wsi                                     | Zwiartów                                           |                                                    | 50°34′05″N 23°31′05″E/50,568056 23,518056          |
| Kolonia Majdan-Sielec | zniesiony                                          | część kolonii                                      | Majdan-Sielec                                      |                                                    | 50°35′32″N 23°29′30″E/50,592222 23,491667          |
| Kolonia na Drodze Rachańskiej | zniesiony                                          | kolonia wsi                                        | Zwiartów                                           |                                                    | 50°33′22″N 23°31′02″E/50,556111 23,517222          |
| Pastwiska | zniesiony                                          | część wsi                                          | Polany                                             |                                                    | 50°36′12″N 23°19′49″E/50,603333 23,330278          |
| Pod Górą | zniesiony                                          | przysiółek wsi                                     | Polany                                             |                                                    | 50°35′25″N 23°19′35″E/50,590278 23,326389          |
| Tokaruszczyzna | zniesiony                                          | przysiółek wsi                                     | Polany                                             |                                                    | 50°35′59″N 23°19′07″E/50,599722 23,318611          |
| W Smerkach | zniesiony                                          | przysiółek wsi                                     | Zwiartów                                           |                                                    | 50°33′49″N 23°31′21″E/50,563611 23,522500          |
| Kolonia Zadnoga | zniesiony                                          | kolonia wsi                                        | Zadnoga                                            |                                                    | 50°34′40″N 23°21′15″E/50,577778 23,354167          |
| Zagumienka | zniesiony                                          | część wsi                                          | Zwiartów                                           |                                                    | 50°33′47″N 23°30′34″E/50,563056 23,509444          |
| Zastawie | zniesiony                                          | przysiółek wsi                                     | Zwiartów                                           |                                                    | 50°34′06″N 23°30′19″E/50,568333 23,505278          |
| Państwowy Rejestr Nazw Geograficznych – miejscowości – format XLSX, Dane z państwowego rejestru nazw geograficznych – PRNG, Główny Urząd Geodezji i Kartografii, 1 stycznia 2025 |                                                    |                                                    |                                                    |                                                    |                                                    |

## Sołectwa
Antoniówka, Budy, Dąbrowa, Dzierążnia, Huta Dzierążyńska, Kolonia Partyzantów, Krynice, Majdan Krynicki, Majdan-Sielec, Polanówka, Polany, Romanówka, Zaboreczno, Zadnoga, Zwiartów, Zwiartów-Kolonia.

## Sąsiednie gminy
Adamów, Komarów-Osada, Krasnobród, Łabunie, Rachanie, Tarnawatka